# Морква по-корейськи
Морква по-корейськи (корейська морква, морковча) — салат «корьо-сарам» (радянських корейців) з дрібно нарізаної моркви, часнику, соняшникової олії і приправ (наприклад, кінзи). Є винаходом саме корьо-сарам, розвинувшись з традиційної корейської кухні. До створення цієї страви привів дефіцит у місцях проживання корьо-сарам типових інгредієнтів кімчі та інших панчханів.

## Історія виникнення

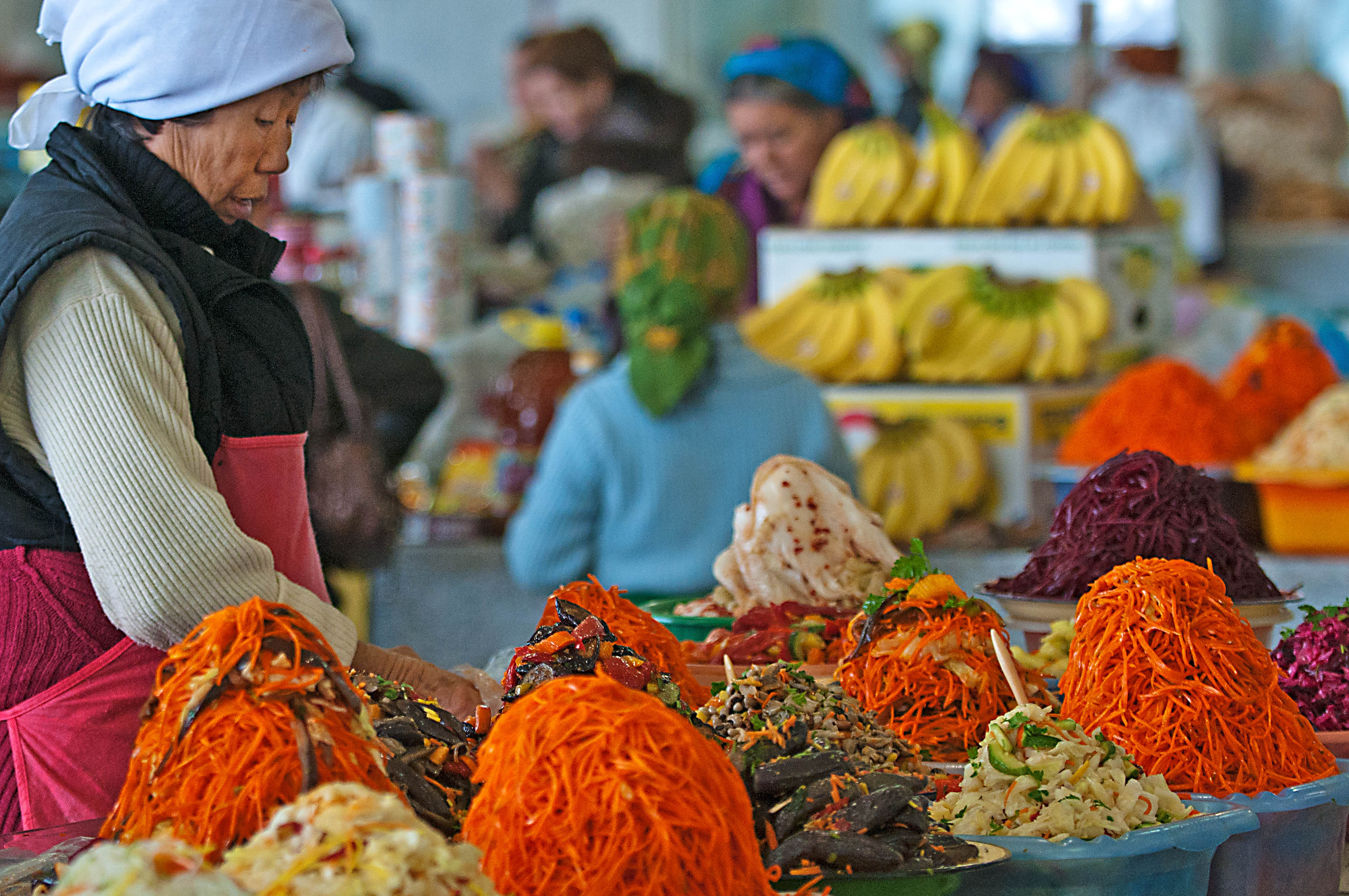
Продаж корейської моркви в Туркменістані

Морква по-корейськи походить з традиційної корейської страви кімчі (капуста з прянощами). Оскільки в СРСР необхідну за рецептом пекінську капусту було складно дістати, то у страву стали додавати моркву. Згодом морква повністю витіснила капусту, тому від початкової страви залишилася тільки морква з прянощами.

## Інгредієнти
- морква;
- часник;
- мелений коріандр (тобто мелене насіння кінзи); іноді замінюється кунжутом;
- мелений червоний перець;
- чорний перець (може не використовуватися);
- бавовняна олія або, за її відсутності, інша олія (кукурудзяна, соняшникова);
- оцет;
- сіль;
- цукор (може не використовуватися);
- цибуля — може використовуватися при підсмаженні олії, в готовій страві відсутня.